# Budde (preußisches Adelsgeschlecht)
Die Herren von Budde waren ein preußisches Adelsgeschlecht.
Das Geschlecht ist zu unterscheiden von den pommersch-dänisch-oeselschen Budde, den westfälischen Budde und den rügischen Budde.

## Geschichte
Stammvater dieser Familie ist Dr. phil. Wilhelm Budde (* Dortmund 1813; † 1885), königlich preußischer Oberlehrer am Kadettenhaus in Bensberg. Er gehörte keiner der vorgenannten Familien an. Sein Sohn Hermann Friedrich Hans von Budde (* 15. November 1851 in Bensberg; † 28. April 1906 in Berlin), preußischer Generalmajor, Staatsminister und Minister der öffentlichen Arbeiten, wurde am 1. Mai 1904 für seine Verdienste in den erblichen Adelsstand erhoben sowie am 1. April 1905 zum Ritter des Schwarzen Adlerordens geschlagen. Aus zweiter Ehen wurden ihm zwei Söhne, Horst von Budde (* 7. Februar 1891 in Düsseldorf) und Hans Hermann von Budde (* 5. Mai 1897 in Berlin-Charlottenburg) sowie die Tochter Edith von Budde (* 29. Dezember 1892 in Cosel) geboren. Der jüngere Sohn war Leutnant a. D. und diente zuletzt vor 1918 im Kürassier-Regiment „von Seydlitz“ (Magdeburgisches) Nr. 7. Die Familie wurde von 1908 bis 1929 im Gotha ausgebreitet, über das Fortbestehen liegen keine Informationen vor.

## Namensträger
- Hermann Friedrich Hans von Budde (1851–1906), preußischer Generalmajor, Staatsminister und Minister der öffentlichen Arbeiten

## Wappen
Das Wappen von 1904 ist gespalten, rechts in Silber auf grünem Berg ein natürlicher Lindenbaum, über den eine rot-bewehrte silberne Taube mit grünem Ölzweig im Schnabel fliegt, links in Rot aufwärts-geschrägt ein gold-begrifftes blankes Schwert und eine silberne Schreibfeder. Auf dem Helm mit schwarz-silber-roten Decken ein rechts schwarz-, links rot-geflügeltes silbernes Rad.